# Renault Ares
Il Renault Ares è un modello di autobus prodotto dalla Renault V.I, successivamente confluita in Irisbus.

## Progetto
L'Ares viene progettato alla fine degli anni '90 per sostituire il precedente Tracer, del quale mantiene la struttura e l'impostazione generale. Realizzato sul telaio SFR117, è stato progettato per servizi suburbani, interurbani, turistici di fascia bassa e scolastici.
Inizialmente prodotto da Renault Vehicules Industriels, quando nel 2001 questa è confluita in Irisbus questo modello ha continuato ad essere prodotto sotto il nuovo marchio. Oltre che nello stabilimento di Annonay in Francia, dal 2002 è iniziata la produzione anche nello stabilimento ex Karosa di Vysoké Myto.

## Tecnica
Fino al 2001 gli Ares sono stati equipaggiati con il motore Renault MIDR 06.20.45 M41 da 9.840 cm3, erogante 340 cavalli e rispondente alla normativa antinquinamento Euro 2. Con il passaggio alla normativa Euro 3, l'Ares ha ricevuto il nuovo propulsore Renault dCi 11H da 11.116 cm3, mentre dal 2002 è stato montato anche l'Iveco Cursor 8.
La trasmissione può essere equipaggiato con cambi meccanici ZF S6.85 a 6 marce, ZF 81.180 a 8 marce e Voith 864.3 a 4 marce oppure automatici ZF 5HP 590 a 5 e 10 rapporti.
L'Ares può essere dotato di aria condizionata, impianto audio e pedana per sollevamento disabili con relativa postazione. Oltre che alle normali versioni di linea, sono state realizzate una versione dedicata al turismo di fascia bassa (Excursion) e una dedicata al trasporto scolastico (Liberto).

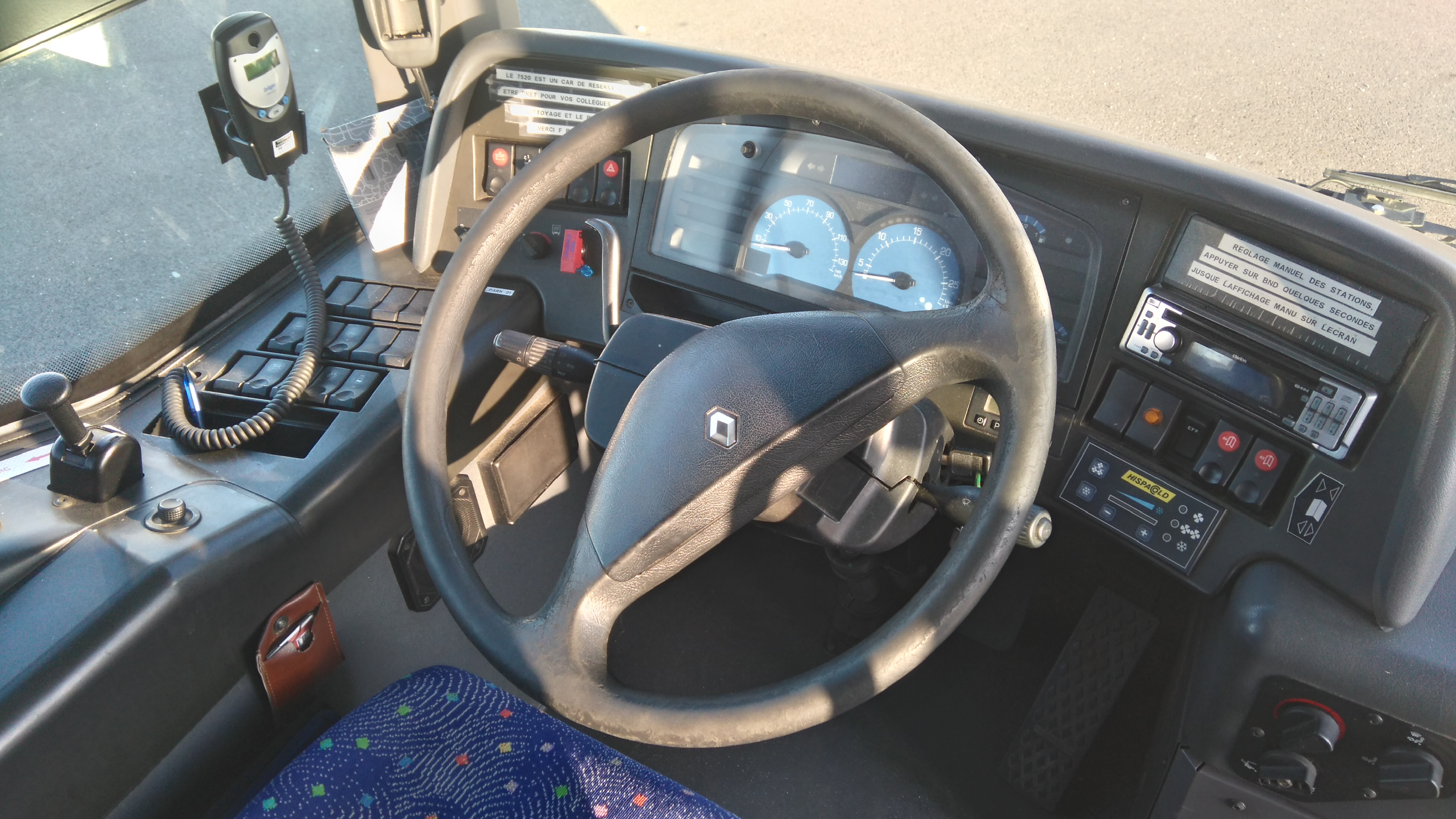
Cruscotto di un Ares

## Versioni
Ecco un riepilogo delle versioni prodotte:

### Ares 10,6[1]
- Lunghezza: 10,6 metri
- Allestimento: Interurbano

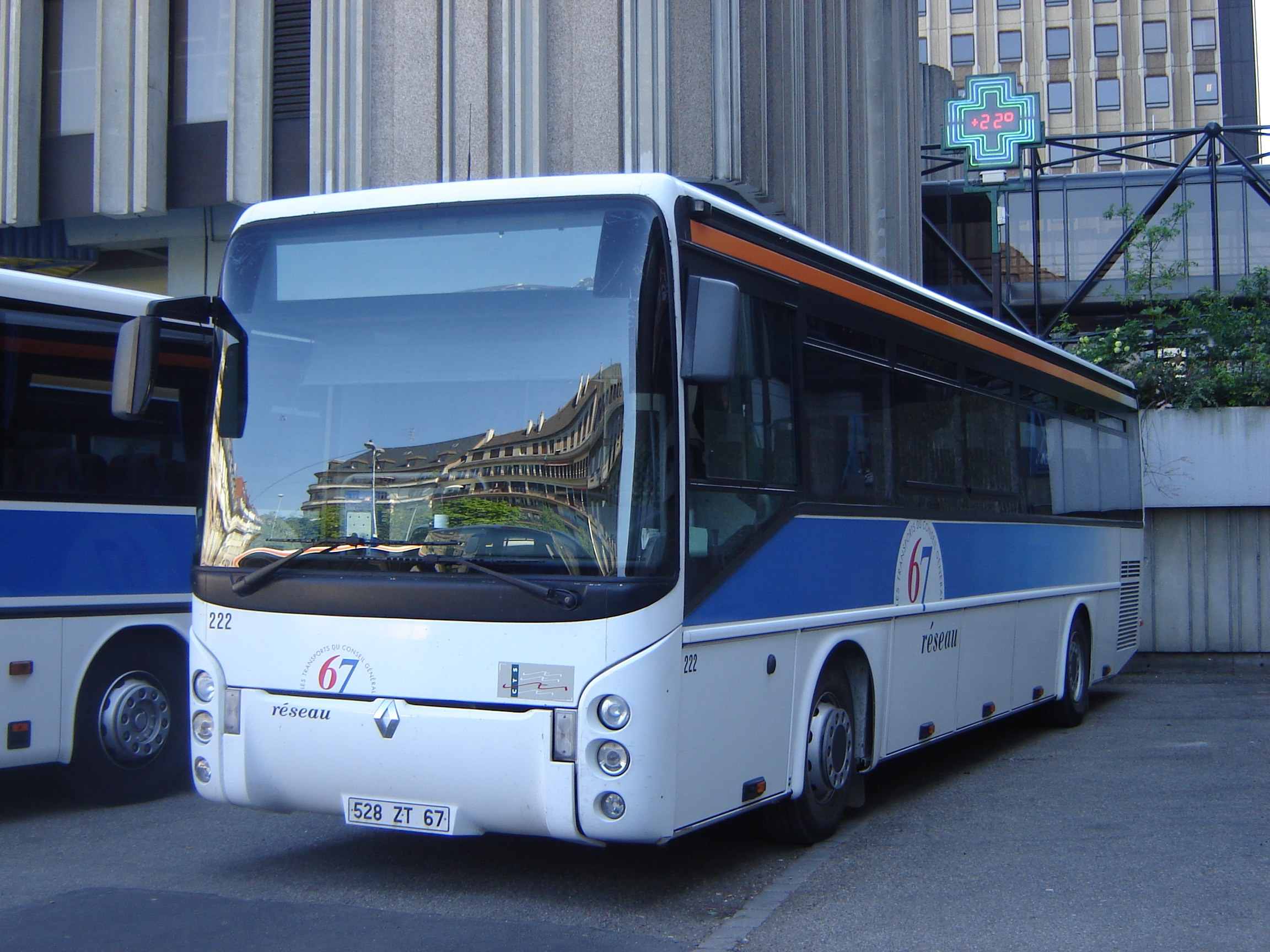
Renault Ares 12

- Produzione: 2006
- Posti: da 41 a 47

### Ares 12[2]
- Lunghezza: 12 metri
- Allestimento: Interurbano, Turistico, Scolastico
- Produzione: dal 1999 al 2006
- Posti:da 49 a 59

### Ares 12,8[3]
- Lunghezza: 12,8 metri
- Allestimento: Interurbano
- Produzione: dal 2004 al 2006
- Posti: 63

### Ares 15[4]
- Lunghezza: 15 metri (3 assi)
- Allestimento: Interurbano, Turistico
- Produzione: dal 2004 al 2006
- Posti: 71

## Diffusione
L'Ares ha riscosso un buon successo in patria e nell'Est Europa; in Italia esemplari di questo modello circolano per TUA Chieti, ATVO Jesolo, SITA, ATP esercizio (Genova) e altre aziende minori.
È stato sostituito nel 2006 dall'Arway, erede quest'ultimo anche del MyWay inizialmente prodotto da Iveco; lo stesso nome (fusione di Ares e MyWay) del nuovo modello tende a suggellare quest'unificazione nella gamma.
La versione "Liberto" è stata sostituita dal nuovo Irisbus Recreo.